# العرق (ردمان)

تعديل مصدري - تعديل

العرق هي إحدى قرى عزلة فاقع ال عوض بمديرية ردمان التابعة لمحافظة البيضاء، بلغ تعداد سكانها 232 نسمة حسب تعداد اليمن لعام 2004.